# Dolichowithius granulosus
Dolichowithius granulosus es una especie de arácnido del orden Pseudoscorpionida de la familia Withiidae.

## Distribución geográfica
Se encuentra en la Guayana.